# 莫蘭 (音樂類型)
莫兰是指泰国和老挝內的國家節奏較為慢的音樂風格。

## 曾被廣泛討論為莫兰之歌手及樂隊
- 钦达拉·蓬叻
- 差伦朴·玛叻坎
- 贝费·玛莱蓬
- 西里彭·安派蓬